# Robeline (Louisiane)
Robeline est un village de la paroisse des Natchitoches, en Louisiane, aux États-Unis,.

## Source de la traduction
- (en) Cet article est partiellement ou en totalité issu de l’article de Wikipédia en anglais intitulé « Robeline, Louisiana » (voir la liste des auteurs).